# شهرستان مک‌فرسون (داکوتای جنوبی)
شهرستان مک‌فرسون، داکوتای جنوبی (به انگلیسی: McPherson County, South Dakota) یک سکونتگاه مسکونی در ایالات متحده آمریکا است که در داکوتای جنوبی واقع شده‌است.

## خصوصیات
شهرستان مک‌فرسون ۲٬۹۸۳ کیلومترمربع مساحت دارد.